# Oporto (metrostation)
Oporto is een metrostation in het stadsdeel Carabanchel van de Spaanse hoofdstad Madrid. Het station werd geopend op 5 juni 1968 en wordt bediend door de lijnen 5 en 6 van de metro van Madrid.